# Souamaâ (wilaya de Tizi Ouzou)
Pour les articles homonymes, voir Souamaa.
Souamaâ (Ṣṣwameɛ en kabyle) est une commune de la wilaya de Tizi Ouzou en Algérie. Souamaâ est le chef-lieu de la commune éponyme. Elle doit son nom à une tribu berbère locale.

## Géographie

### Localisation
La commune de Souamaâ, correspond au territoire de la tribu (Ɛarc) At Bou Chaïeb (At-Bucɛayeb en kabyle). Elle est délimitée :
| Mekla        | Azazga    | Azazga |
| Aït Khellili | Souamaâ   | Ifigha |
|              | Aït Yahia |        |

### Les villages de la commune
La commune de Souamaâ est composée de 11 villages :
- Aït Sahnoune (At Seḥnun)
- Aït Sidi Amar (At sidi Ɛmar)
- Ait Zellal (At Zellal)
- Belghozli (Belɣezli)
- Bouatba (Buɛetba)
- Ighallen (Iɣallen)
- Iguer Guedmimen (Iger-n-Yedmimen)
- Oumadhène (Ummaden)
- Souamaa (Ṣṣwameɛ), chef-lieu de la commune
- Tagelt
- Timtenguel